# جون أردوين
جون أردوين (بالإنجليزية: John Ardoin)‏ هو ناقد موسيقي وصحفي أمريكي، ولد في 8 يناير 1935 في الإسكندرية في الولايات المتحدة، وتوفي في 18 مارس 2001.

## وصلات خارجية
- جون أردوين على موقع ميوزك برينز (الإنجليزية)
- جون أردوين على موقع ديسكوغز (الإنجليزية)